# Италмас (ансамбль)
Анса́мбль пе́сни и та́нца «Италма́с» — академический ансамбль Удмуртской республики. Полное наименование — Государственный Ордена Дружбы Народов Академический ансамбль песни и танца Удмуртской Республики «Италмас».

## История
Ансамбль создан в 1936 году для пропаганды удмуртского искусства в России и за рубежом. Предыдущие названия: Удмуртский государственный хор и ансамбль пляски, Ансамбль песни и танца УАССР.
В 1940 году состоялись первые гастроли ансамбля составе 52 человек по городам Сибири и Дальнего Востока. В годы Великой Отечественной войны в ансамбле работал женский состав.
Коллектив носит название «Италмас» с 1968 года, статус «Академический» — с 1997 года. В 1978 году стал лауреатом Всероссийского смотра профессиональных ансамблей песни и танца. Также является лауреатом Государственной премии УАССР (1969), Орден Дружбы народов (1985).
Организаторы ансамбля — А. В. Каторгин, Д. С. Васильев-Буглай при участии Г. И. Титова и М. Н. Бывальцева. Первый художественный руководитель — А. В. Каторгин.

## Репертуар
Основу репертуара коллектива составляют удмуртские народные песни и танцы. В выступлениях ансамбля находит своё отражение творчество финно-угорских народов, также звучат произведения П. И. Чайковского, родившегося в Удмуртии. Балетмейстеры: А. Бондарев, Д. Исупов, Л. Мамонтова, А. Иловайская, В. Подшивалов.
Ансамбль принимал участие в фестивалях «Московские звезды», «Русская зима» (1976), «Белорусская осень» (1979), «Киевская весна» (1975, 1980).

## Состав
Коллектив ансамбля состоит из 70 артистов: хоровая группа 30 человек, балетная группа 25 человек, оркестровая группа 15 человек. При ансамбле «Италмас» была создана детская школа-студия народного танца под руководством заслуженной артистки России, народной артистки Удмуртии Л. В. Мамонтовой, в которой занимается более 100 детей. С 1962 по 2015 год художественным руководителем ансамбля работал А. В. Мамонтов (с 2015 по 2019 — почётный художественный руководитель).